# 港南台バーズ
港南台バーズ（こうなんだいバーズ、英称: BIRDS〈Konandai Birds.〉）は、神奈川県横浜市港南区港南台に位置する商業施設である。

## 概要
JR根岸線港南台駅前で「そうてつローゼン」「ユニクロ」「ホームセンターコーナン」「ノジマ」「ロピア」を中核店舗とする商業施設である。当初は「港南台センターバーズ」と称したが、現在は「港南台バーズ」と表記する。建物名称は「相鉄港南台ビル」で、相鉄グループの相鉄ビルマネジメントが管理する。
「バーズ (birds) 」は1976年の第一期開業に際して一般公募で採用され、港南台駅周辺に「ひばり団地」や「かもめ団地」などが位置することも一因である。
相模鉄道（相鉄）など7社は1964年に「港都開発株式会社」を設立し 、新田間川を埋め立てる横浜駅西口再開発を計画するも公有水面埋立法による浚渫が免許されずに断念し、日本住宅公団が推進する「港南台土地区画整理事業」の「民間・地区センター商業施設建設計画」へ1972年に転進する。
1974年に百貨店、スーパーマーケット、専門店などからなる「港南台センター」の建設計画が決定し、1976年4月に「港南台センターバーズ」として第一期開業する。1月に株式会社横浜髙島屋も株主として参画し、1983年の第二期開業で地下1階から地上5階の計約1万7千平方メートルに「横浜髙島屋港南台店」を出店する。
1999年10月に相模鉄道が「日本市街地開発株式会社」を吸収合併する。
2020年8月16日に髙島屋港南台店が閉店し、港南台バーズを増床する。2021年4月22日に、無印良品やユニクロが増床するほかにノジマ、アカチャンホンポなど8店舗が新規出店し、新装開店する。

## 歴史
- 1974年（昭和49年）9月18日 - 港南台バーズの前身となる港南台マート（仮店舗）が「相鉄ストア」を中核として、めじろ団地近くで開業[1]する。
- 1976年（昭和51年）4月14日 - 港南台駅前の現在地に相鉄ストアを中核とした港南台センターバーズが第一期開業[6]する。一般公募でバーズの名称が採用される[1]。
- 1977年（昭和52年）10月22日 - 隣接のダイエー港南台店と連絡通路が開通[1]する。
- 1983年（昭和58年）10月1日 - バーズ第二期部が完成して横浜髙島屋港南台店が開店[1]する。当時は髙島屋の子会社で横浜髙島屋の支店である。
- 1987年（昭和62年）9月15日 - ビデオシアターの「港南台シネサロン」を開業[7]する。
- 1990年（平成2年） - からくり時計を設置する。
- 1994年（平成6年）10月 - 隣接地に港南台214ビルが開業[1]する。
- 1995年（平成7年）10月1日 - 港南台シネサロンがビデオシアターから35mmフィルム上映へ移行[7]する。
- 2010年（平成22年）
  - 8月 - 大規模改装でからくり時計を撤去して休館する。
  - 11月 - 全館新装開店する。
- 2013年（平成25年）2月23日 - 港南台シネサロンがフィルム上映からデジタル上映へ移行[7]する。
- 2020年（令和2年）8月16日 - 髙島屋港南台店が閉店[8]する。
- 2021年（令和3年）4月22日 - 髙島屋跡地を港南台バーズが増床[9]する。

## フロア構成
| 港南台バーズ | 港南台バーズ                                 | 港南台バーズ           |
| ------------ | -------------------------------------------- | ---------------------- |
| 屋上         | バーズテラス                                 | バーズテラス           |
| 5階          | ノジマ                                       | ノジマ                 |
| 4階          | 本・文具・ライフスタイル＆フットサル         | ホームセンターコーナン |
| 3階          | ライフスタイル＆バーズダイニング（飲食店街） | ユニクロ・ジーユー     |
| 2階          | カジュアルトレンド＆エレガンストレンド       | アカチャンホンポ       |
| 1階          | フーズパラダイス、相鉄ローゼン               | 無印良品               |
| 地下1階      | ロピア                                       | 無印良品               |

## 港南台214ビル
港南台バーズの東側に隣接するテナントビルで、バーズとともに相鉄ビルマネジメントが管理する。バーズと連絡通路で結ばれバーズ別館として扱われる。開業時に港南台シネサロンとバーズカルチャーセンター、金融機関が移転し、郵便局、学習塾などが入居した。

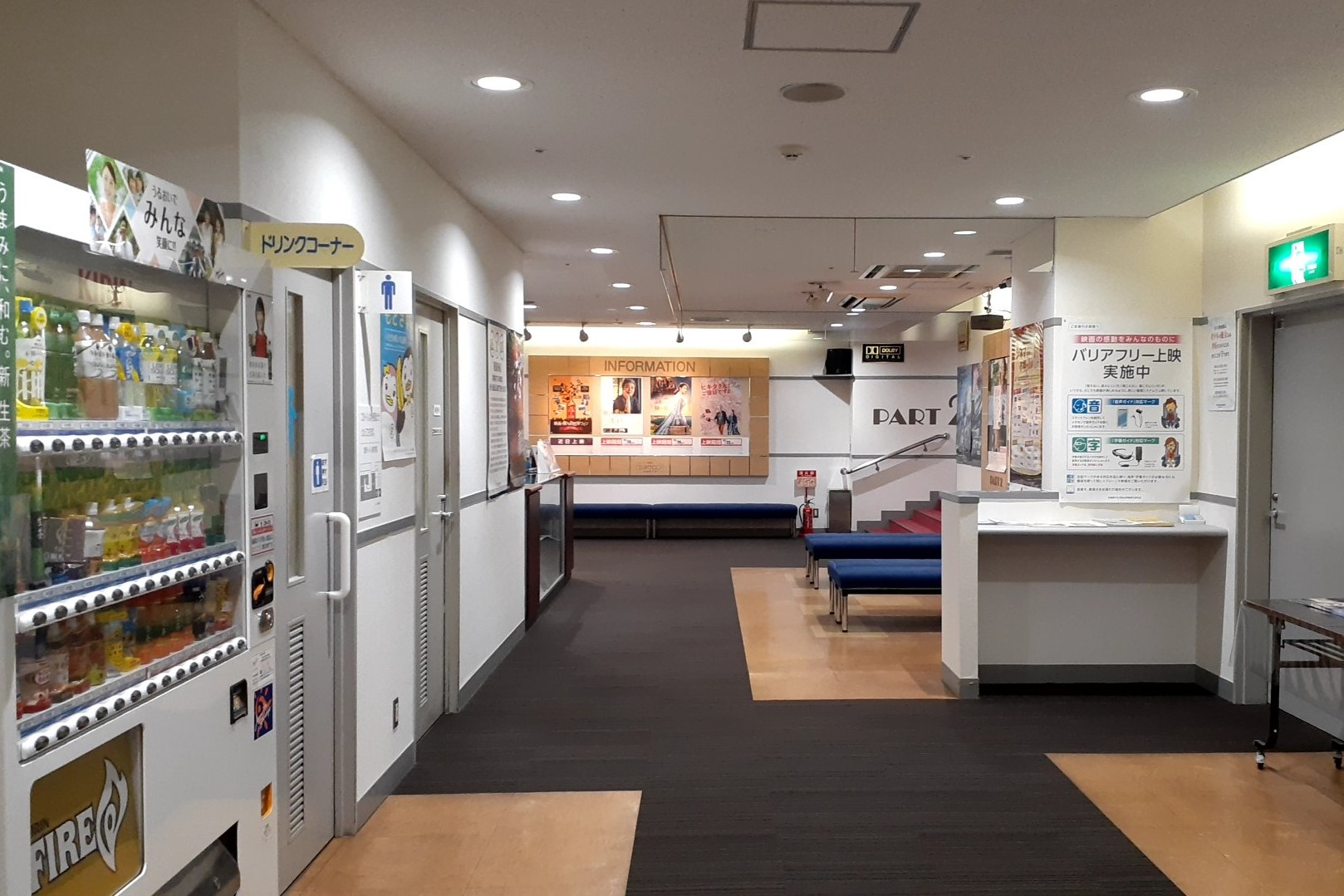
港南台シネサロンのロビー
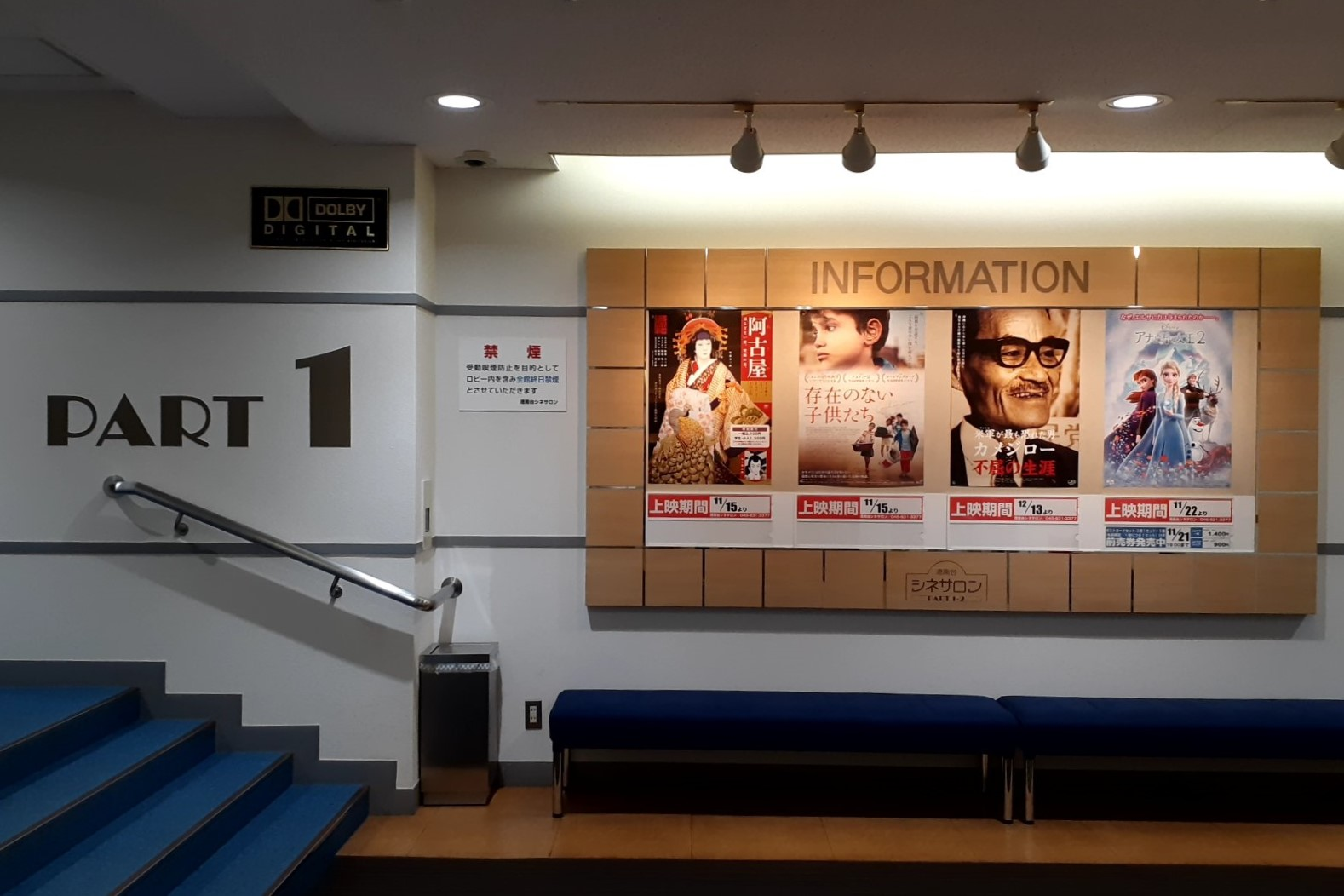
港南台シネサロンのロビー

| 港南台214ビル | 港南台214ビル                                                                        |
| ------------- | ------------------------------------------------------------------------------------ |
| 5階           | テナント                                                                             |
| 4階           | テナント                                                                             |
| 3階           | 横浜市行政サービスコーナー、港南台シネサロン、テナント                               |
| 2階           | クリニックゾーン                                                                     |
| 1階           | 郵便局、銀行、農協、横浜市病院協会看護専門学校、横浜市港南台地域ケアプラザ、テナント |
| 地下1階       | クリニック、カルチャーゾーン                                                         |

- 港南台シネサロンのロビー
- 港南台シネサロンのロビー

## 交通
- JR根岸線及び路線バス港南台駅下車すぐ。
- 駅前に立地するが商圏を広範に設定して隣接の港南台214ビルを含め850台整備する駐車場は、隣接のイオンフードスタイル港南台店と共有する。
  - 横浜横須賀道路朝比奈方面から港南台ICを経て環状3号線経由、狩場方面から日野ICを経て鎌倉街道清水橋交差点経由。